# Liste der Reichstagsabgeordneten der Weimarer Republik
Diese Liste führt die Reichstagsabgeordneten nach der Wahl zur Nationalversammlung 1919 und nach den Reichstagswahlen 1920 bis 1938 auf.
Durch die Nationalversammlung wurde die Weimarer Republik gegründet. Am 31. Juli 1919 wurde die Weimarer Verfassung in ihrer endgültigen Form von der Nationalversammlung angenommen und am 11. August 1919 vom Reichspräsidenten Friedrich Ebert unterzeichnet.
An den Wahlen zum 9., 10. und 11. Reichstag nahmen nur Mitglieder der NSDAP sowie einige Parteilose, die als „Gäste“ bezeichnet wurden, teil. Offiziell bestand die Weimarer Republik noch, auch wenn deren Verfassung faktisch außer Kraft gesetzt worden war; es wird hierbei vom Reichstag im Nationalsozialismus gesprochen.

## Listen
|                     | Wahltag                                                                                              | Liste                                                                    |
| ------------------- | --- | ------------------------------------------------------------------------ |
| Nationalversammlung | 19. Januar 1919                                                                                      | Liste der Mitglieder der Nationalversammlung                             |
| 01. Reichstag       | 6. Juni 1920                                                                                         | Liste der Reichstagsabgeordneten der Weimarer Republik (1. Wahlperiode)  |
| 02. Reichstag       | 4. Mai 1924                                                                                          | Liste der Reichstagsabgeordneten der Weimarer Republik (2. Wahlperiode)  |
| 03. Reichstag       | 7. Dezember 1924                                                                                     | Liste der Reichstagsabgeordneten der Weimarer Republik (3. Wahlperiode)  |
| 04. Reichstag       | 20. Mai 1928                                                                                         | Liste der Reichstagsabgeordneten der Weimarer Republik (4. Wahlperiode)  |
| 05. Reichstag       | 14. September 1930                                                                                   | Liste der Reichstagsabgeordneten der Weimarer Republik (5. Wahlperiode)  |
| 06. Reichstag       | 31. Juli 1932                                                                                        | Liste der Reichstagsabgeordneten der Weimarer Republik (6. Wahlperiode)  |
| 07. Reichstag       | 6. November 1932                                                                                     | Liste der Reichstagsabgeordneten der Weimarer Republik (7. Wahlperiode)  |
| 08. Reichstag       | 5. März 1933                                                                                         | Liste der Reichstagsabgeordneten der Weimarer Republik (8. Wahlperiode)  |
| 09. Reichstag       | 12. November 1933                                                                                    | Liste der Reichstagsabgeordneten im Nationalsozialismus (2. Wahlperiode) |
| 10. Reichstag       | 29. März 1936                                                                                        | Liste der Reichstagsabgeordneten im Nationalsozialismus (3. Wahlperiode) |
| 11. Reichstag       | 10. April 1938 (Wahl zum Großdeutschen Reichstag), 4. Dezember 1938 (Sudetendeutsche Ergänzungswahl) | Liste der Reichstagsabgeordneten im Nationalsozialismus (4. Wahlperiode) |